# Siegfried J. Schmidt

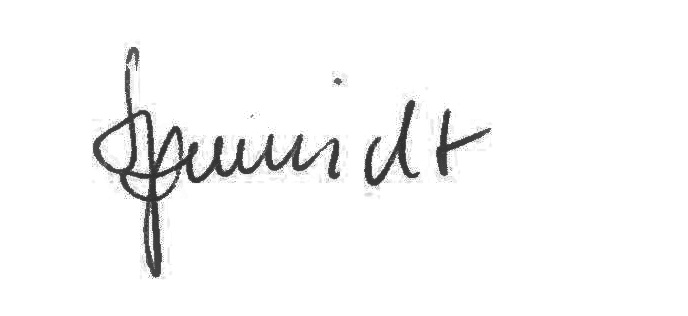
Signatur unter einer Widmung, 1994

Siegfried Johannes Schmidt (* 28. Oktober 1940 in Jülich; † 3. März 2025) war ein deutscher Philosoph, Literatur- und Kommunikationswissenschaftler. Schmidt galt als Vertreter des Konstruktivismus.

## Biografie
Siegfried J. Schmidt besuchte die Schulen in Essen. Er studierte ab 1960 Philosophie, Germanistik, Linguistik, Geschichte und Kunstgeschichte an den Universitäten Freiburg, Göttingen und Münster. Dort wurde er 1966 mit einer Arbeit über den Zusammenhang von Sprache und Denken von Locke bis Wittgenstein bei Hermann Lübbe und Peter Hartmann promoviert. Ab 1965 arbeitete er als wissenschaftlicher Assistent am Philosophischen Seminar der TH Karlsruhe. Schmidt habilitierte sich dort 1968 bei Simon Moser und Peter Hartmann für Philosophie. 1971 berief ihn die Universität Bielefeld auf eine Professur für Texttheorie, ab 1973 für Theorie der Literatur. 1979 wurde er Professor für Germanistik/Allgemeine Literaturwissenschaft an der Universität-Gesamthochschule Siegen, wo er ab 1984 das von ihm mitbegründete Institut für Empirische Literatur- und Medienforschung (LUMIS) leitete. 1990 wurde er als ordentliches Mitglied in die Academia Europaea aufgenommen.
Ab 1997 war er Professor für Kommunikationstheorie und Medienkultur an der Westfälischen Wilhelms-Universität Münster und von 1997 bis 1999 sowie von 2001 bis 2002 Leiter des Instituts für Kommunikationswissenschaft. Mit Ablauf des Wintersemesters 2005/2006 wurde Schmidt emeritiert.
Schmidt war Herausgeber der Reihe „LUMIS“ sowie von „DELFIN“. Neben seiner Lehr- und Forschungstätigkeit arbeitete er auch als Künstler im Bereich der visuellen Poesie. In Bielefeld organisierte er mit Klaus Ramm und Jörg Drews das Bielefelder Colloquium Neue Poesie, ein von 1978 bis 2003 jährliches Treffen internationaler Dichter und Künstler insbesondere aus dem Umfeld der konkreten Poesie. 1979 kuratierte er anlässlich des 1. Lyrikertreffens Münster im Westfälischen Kunstverein zusammen mit Thomas Deecke, Axel Marquardt, Lothar Jordan und Manfred Sundermann die Ausstellung Sprachen jenseits von Dichtung (Katalog).

## Werk

### Allgemein
Schmidt gilt als Begründer der Empirischen Literaturwissenschaft.
„Die Zielvorgaben einer empirischen Literaturwissenschaft lassen sich folgendermaßen kennzeichnen: Angestrebt wird Aufklärung im Sinne der Fähigkeit von Kritik und Selbstkritik, Selbstverantwortung und Rationalität; Solidarität als Reduktion der Herrschaft von Menschen über Menschen, als Reduktion von Wissens- und Wahrheitsterrorismus; Kooperativität als konfliktreduzierendes Interagieren und gemeinsames Problemlösen. Aus solchen Zielvorgaben folgt für wissenschaftliches Handeln, das dazu in seinem Handlungsbereich beitragen will, daß es explizit sein muß, systematisches Erfahrungmachen erlauben muß und intersubjektiv vermittelbar und überprüfbar sein muß. Außerdem muß es Anwendungsrelevanz für soziale und individuelle Bedürfnisse besitzen.“ (Vom Text zum Literatursystem, S. 157).
Schmidt beschäftigte sich seit den 1990er-Jahren auch intensiv mit Fragen der Kommunikations- und Medientheorie.
„Die traditionelle Unterscheidung zwischen medial vermittelten und medial unvermittelten Erfahrungen ist längst hinfällig geworden. Die Omnipräsenz von Medienangeboten verändert individuelle wie soziale Wirklichkeitskonstruktionen, und sie verändert zugleich deren kategoriale Ordnung und Relevanzbewertung. [...] Wenn Referenz und Authentizität primär Medienprobleme sind, dann wird das Wissen zentral und nicht die Objekte. Medienkultur kann aber gerade die Konstruktivität von Kognition und Kommunikation ebenso bewußtmachen wie unsere unteilbare Verantwortung für den Umgang mit Medien.“ (Medien, Kultur: Medienkultur, S. 447).
Schmidt war auch ein engagierter Vertreter des soziokulturellen Konstruktivismus.
Gemeinsam mit Klaus Merten und Siegfried Weischenberg war er von 1989 bis 1991 wissenschaftlicher Leiter des am soziokulturellen Konstruktivismus orientierten Funkkollegs Medien und Kommunikation, einer dreißigteiligen Hörfunksendereihe mit kostenpflichtigen Studienbegleitbriefen für registrierte Teilnehmer von hr, SDR, SR, SWF und WDR.

### Das „integrative Medienmodell“
In seinem 2000 erschienenen Buch Kalte Faszination. Medien, Kultur, Wissenschaft in der Mediengesellschaft versucht Schmidt, ein integratives Medienmodell zu entwickeln (zum Folgenden: Schmidt 2000, 94–104). Ein solches Modell ist nach Ansicht Schmidts notwendig, weil die zwei großen Denkrichtungen der Medienwissenschaft, der technikzentrierte und der anthropologische Ansatz, so unterschiedliche Grundannahmen hätten. Mit seinem Modell möchte Schmidt die Vorteile beider Richtungen in einem komplexen und kohärenten Medienmodell vereinen. Als theoretischer Unterbau dienen ihm vor allem der Konstruktivismus und die Luhmann'sche Systemtheorie.
Schmidt unterscheidet Medien in semiotische Kommunikationsinstrumente, Medientechnologie, sozialsystemische Institutionalisierung sowie die Medienangebote.
Unter semiotischen Kommunikationsinstrumenten versteht er materielle Gegebenheiten, die von Dauer und wiederholbar sind und gesellschaftlich-strukturelle Kopplungen beinhalten (z. B. gesprochene Sprache, Bilder, Schrift, Töne).
Medientechnologien beeinflussen nach Schmidt die Produktion und Reproduktion. Der Umgang mit den Medientechnologien wird den Menschen durch Sozialisation beigebracht.
Die Tatsache, dass die Durchsetzung eines Kommunikationsmittels an soziale Institutionen gebunden ist (z. B. Schule), benennt Schmidt als sozialsystemische Institutionalisierung.
Die Medienangebote sind nach Schmidt von den drei anderen Aspekten geprägt.
Schmidt betrachtet weiter die Möglichkeit von Beziehungsverhältnissen zu Medien. Demnach sind Medien vom Menschen abhängig, wirken durch den Nutzer und sind sonst funktionslos. Einzelne Nutzer verfügen jedoch nicht über die Medien, sondern lediglich viele Mediennutzer als Kollektiv.
Weiterhin betont Schmidt, dass Menschen mit Medien nur das machen können, was die Medien im Rahmen der vier Komponentendimensionen (semiotische Kommunikationsinstrumente etc.) erlauben.
Schließlich geht Schmidt noch näher auf die Wirkungen von Medien ein. Er unterscheidet zwischen der Wirkung einzelner Medienangebote, der Wirkung diskursiver Systeme, der Wirkung die aus technisch-medialen Dispositiven resultiert und der Wirkung durch Veränderung der Kommunikations-, Kommunalisierungs- und Beobachtungsverhältnisse in Gesellschaften.
Eine besondere Rolle nimmt in Schmidts Medienmodell die natürliche Sprache ein. Sie gilt für ihn als Prototyp von Kommunikationsinstrumenten und ist Teil der Medien, kein selbständiges Medium. Vielmehr werde die natürliche Sprache von Medientechnologien aufgegriffen.

## Publikationen
- Passagen – Transitions – Hyper. Ritter Verlag, Klagenfurt 2014, ISBN 978-3-85415-504-1.
- dem leben aus dem wege gehen – gedichte. Shoebox House Verlag, Hamburg 2013, ISBN 978-3-941120-13-6.
- Siegfried J. Schmidt Lesebuch. Zusammengestellt vom Autor selbst. Mit einem Nachwort von Karl Riha. (= Nylands Kleine Westfälische Bibliothek. Band 30). Aisthesis Verlag, Bielefeld 2012, ISBN 978-3-89528-892-0.
- Literary Studies from Hermeneutics to Media Culture Studies. CLCWeb: Comparative Literature and Culture 12.1 (2010), doi:10.7771/1481-4374.1569
- Die Endgültigkeit der Vorläufigkeit. Prozessualität als Argumentationsstrategie. Velbrück Wissenschaft, Weilerswist 2010.
- das projekt. Ritter Verlag, Klagenfurt, 2010.
- Beobachtungsmanagement. Über die Endgültigkeit der Vorläufigkeit. Audio-CD, 80 Minuten und Booklet. supposé, Köln 2007, ISBN 978-3-932513-79-4.
- mit Guido Zurstiege: Kommunikationswissenschaft. Systematik und Ziele. Rowohlt, Reinbek 2007.
- Zwischen Platon und Mondrian. Ritter Verlag, Klagenfurt 2005.
- Medien und Emotionen. LIT-Verlag. Münster 2005.
- Unternehmenskultur. Die Grundlage für den wirtschaftlichen Erfolg von Unternehmen. Velbrück Wissenschaft, Weilerswist 2004.
- (Hrsg.): Handbuch Werbung. Münster 2004.
- Geschichten & Diskurse. Abschied vom Konstruktivismus. Rowohlt, Reinbek 2003.
- Erfahrungen. Ritter Verlag, Klagenfurt 2002.
- Kalte Faszination. Medien, Kultur, Wissenschaft in der Mediengesellschaft. Velbrück Wissenschaft, Weilerswist 2000, ISBN 3-934730-20-5.
- mit Guido Zurstiege (Hrsg.): Orientierung Kommunikationswissenschaft. 2000.
- mit Gebhard Rusch (Hrsg.): Konstruktivismus in Psychiatrie und Psychologie. Delfin 1998/99.
- mit Hans R. Fischer (Hrsg.): Wirklichkeit und Welterzeugung. In memoriam Nelson Goodman. 2000.
- Die Zähmung des Blicks. Konstruktivismus – Empirie – Wissenschaft. 1998.
- Schmidt, Siegfried J. Das Latemar-Projekt.  EdSturzflüge, Studien-Verl, Bozen / Innsbruck / Wien 1998
- mit Gebhard Rusch (Hrsg.): Konstruktivismus in der Medien- und Kommunikationswissenschaft. DELFIN 1997.
- mit Olaf Breidbach und Gebhard Rusch (Hrsg.): Interne Repräsentationen. Neue Konzepte der Hirnforschung. DELFIN 1996.
- mit Klaus Merten und Siegfried Weischenberg: Die Wirklichkeit der Medien. Eine Einführung in die Kommunikationswissenschaft. 1994.
- Kognitive Autonomie und soziale Orientierung. Suhrkamp, Frankfurt am Main 1994.
- Der Kopf, die Welt, die Kunst. Konstruktivismus als Theorie und Praxis. 1993.
- Kognition und Gesellschaft. Der Diskurs des Radikalen Konstruktivismus 2. Suhrkamp, Frankfurt am Main 1992.
- Gedächtnis. Probleme und Perspektiven der interdisziplinären Gedächtnisforschung. 1991.
- Die Selbstorganisation des Sozialsystems Literatur im 18. Jahrhundert. Suhrkamp, Frankfurt am Main 1989.
- (Hrsg.): Der Diskurs des Radikalen Konstruktivismus. Suhrkamp, Frankfurt am Main 1987.
- Nachruf: Zum Ableben der Konkreten Dichtung, Mit einem Kapitel über Konzept-Literatur. In: Sprachen jenseits von Dichtung. (Katalog). Münster 1979
- Bedeutung und Begriff. Zur Fundierung einer sprachphilosophischen Semantik. Vieweg, Braunschweig 1969.